# Noblella carrascoicola
Noblella carrascoicola är en groddjursart som först beskrevs av De la Riva och Köhler 1998.  Noblella carrascoicola ingår i släktet Noblella och familjen Strabomantidae. IUCN kategoriserar arten globalt som livskraftig. Inga underarter finns listade i Catalogue of Life.